# Chiesa di San Jacopo (Camporgiano)
La chiesa di San Iacopo o Giacomo è un edificio sacro che si trova a Camporgiano.

## Storia e descrizione
Un'iscrizione del 1838 collocata all'interno della lunetta del portale documenta i lavori di restauro e di ingrandimento della chiesa, lavori che hanno interessato anche la facciata stessa in pietra, dal corpo centrale avanzato ed evidenziato da paraste.
L'interno a tre navate con pilastri presenta altari di metà Settecento. Il dipinto all'altar maggiore con la Trinità e i santi Rocco, Domenico, Frediano è stato di recente attribuito a Francesco Pellegrinetti di Camaiore. Fra le opere, una scultura lignea raffigurante la Madonna col Bambino del secondo quarto del XIV secolo, di ambito di Andrea Pisano.
In una cappella laterale è una tavola con la Madonna col Bambino databile verso il 1325 e attribuita ad un anonimo pittore giottesco lucchese, vicino a quello che ha dipinto l’affresco di analogo soggetto della chiesa di Santa Maria della Rosa a Lucca, denominato da quest'opera "Maestro di Camporgiano". L'artista, di notevole valore come si vede dalle parti superstiti, dovette però conoscere anche l'opera di Simone Martini.